# Марія Арагонська, королева Кастилії
Марія Арагонська (ісп. María de Aragón 24 лютого 1403 — 18 лютого 1445) — інфанта Арагонська, пізніше королева-консорт Кастилії. Була донькою короля Арагону Фернандо I і його дружини Елеонори Уракки.

## Життєпис
Марія Арагонська народилась 1403 році. Ще в дитинстві Марія була заручена зі своїм двоюрідним братом Хуаном II Кастильським у рамках стратегії її батька поставити своїх дітей на чолі всіх великих іспанських держав.
Шлюб був укладений 4 серпня 1420 року, коли її брат Енріке захопив місто Тордесільяс і змусив Кортеси Кастилії укласти шлюб своєї сестри з їх королем. З урахуванням обстановки ніяких торжеств не влаштовувалися, про що свідчить літопис королівства.
Марія брала активну участь у політичному житті королівства, відстоюючи інтереси свого рідного Арагона, за що неодноразово накликала на себе немилість чоловіка.
У Марії Арагонської було четверо дітей:
1. Катерина (5 жовтня 1422 — 10 вересня 1424) — принцеса Астурії.
2. Елеонора (10 вересня 1423 — 22 серпня 1425) — принцеса Астурії.
3. Енріке (5 січня 1425 — 11 грудня 1474) — король Кастилії під ім'ям Енріке IV.
4. Марія (1428 — 1429) — померла немовлям.

Після смерті Марії в 1445 році її чоловік взяв у дружини Ізабелу Португальську, яка згодом стала матір'ю Ізабелли I Кастильської.
Марія Арагонська похована в королівському пантеоні Гваделупського монастиря.